# چرخند کنث
چرخند کنث (انگلیسی: Cyclone Kenneth) در ۲۱ آوریل ۲۰۱۹ تشکیل شد و تا ۲۹ آوریل ۲۰۱۹ که از بین رفت مناطقی از کشورهای سیشل، جزایر قمر، ماداگاسکار، موزامبیک، تانزانیا، مالاوی را تحت تأثیر قرار داد و در کل دست کم ۴۵ نفر تلفات به بار آورد.